# Município de Chatfield (condado de Crawford, Ohio)
Localização do Ohio nos E.U.A.
O município de Chatfield (em inglês: Chatfield Township) é um local localizado no condado de Crawford no estado estadounidense de Ohio. No ano 2010 tinha uma população de 724 habitantes e uma densidade populacional de 9,33 pessoas por km².

## Geografia
O município de Chatfield encontra-se localizado nas coordenadas 40° 56′ 58″ N, 82° 55′ 43″ O. Segundo a Departamento do Censo dos Estados Unidos, o município tem uma superfície total de 77.62 km², da qual 77,54 km² correspondem a terra firme e (0,1 %) 0,08 km² é água.

## Demografia
Segundo o censo de 2010, tinha 724 pessoas residindo no município de Chatfield. A densidade de população era de 9,33 hab./km².